# Kiełbaski
Kiełbaski – wieś sołecka w Polsce położona w województwie mazowieckim, w powiecie łosickim, w gminie Stara Kornica.
| SIMC    | Nazwa  | Rodzaj    |
| ------- | ------ | --------- |
| 0020304 | Grobla | część wsi |

Wierni Kościoła rzymskokatolickiego należą do parafii św. Antoniego Padewskiego w Huszlewie.
W latach 1975–1998 miejscowość administracyjnie należała do województwa bialskopodlaskiego.
Przez miejscowość przepływa rzeka Klukówka, dopływ Krzny.
5 października 1946 miała tu miejsce bitwa pomiędzy oddziałem AK obwodu Łuków i Radzyń Podlaski pod dowództwem Tadeusza Marczuka ps. „Kurzawa” a połączonymi oddziałami KBW, milicji, UB i NKWD. Oddział AK dwa dni wcześniej dokonał brawurowej akcji opanowania pociągu wojskowo-dyplomatycznego w Szaniawach. Partyzanci ulegli przeważającym siłom przeciwnika – wielu ich zginęło albo zostało aresztowanych; druga strona straciła ok. 60 zabitych i drugie tyle zostało rannych. W miejscu wydarzeń postawiono kamień pamiątkowy.